# عبر بدر (تبن)

تعديل مصدري - تعديل

عبر بدر هي إحدى قرى عزلة الحوطة بمديرية تبن التابعة لمحافظة لحج، بلغ تعداد سكانها 665 نسمة حسب تعداد اليمن لعام 2004.